# Palazzo Mollard-Clary
Il Palazzo Mollard-Clary è un edificio barocco nel centro di Vienna, nella Herrengasse 9.

## Storia e descrizione

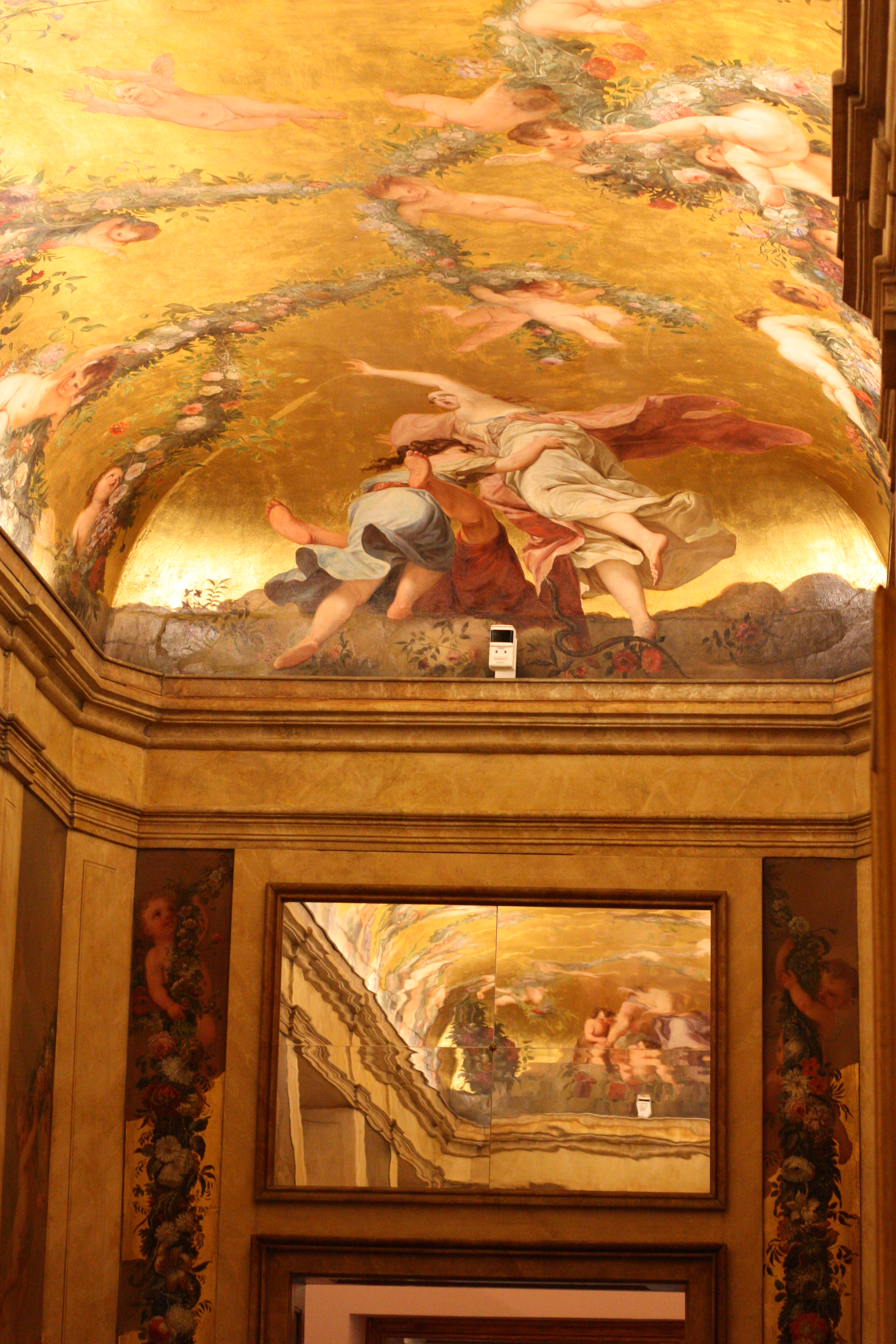
Corridoio del Piano nobile.

L'edificio sorge sul sito proprietà della famiglia Mollard già dal XVI secolo. L'edificio odierno venne commissionato nel 1695 dal conte Ferdinand Ernst von Mollard, vicepresidente della Hofkammer (Camera aulica) , all'architetto italiano Domenico Martinelli che lo costruì fra il 1696 e il 1698.
Il corridoio del Piano nobile viene decorato con dei dipinti ad olio a fondo oro raffiguranti Scene mitologiche attribuite ad Andrea Lanzani.
Nel 1760 l'acquistò il conte Clary-Aldringen che lo ristrutturò aggiungendo la facciata. 
L'imperatore Giuseppe II vi teneva i suoi famosi "round tables". 
Dal 2005 la Biblioteca Nazionale Austriaca utilizza il palazzo per ospitare il Museo dei globi, la Raccolta di musica e il Museo di Esperanto e Raccolta delle Lingue artificiali.